# Kauaiina molokaiensis
Kauaiina molokaiensis là một loài bướm đêm thuộc họ Geometridae. Nó là loài đặc hữu của Molokai, nơi có độ cao 1290 mét trên Puu Kolekole.
Sải cánh dài khoảng 31 mm đối với con đực và 36 mm đối với con cái. Con đực màu rượu vang đỏ đậm còn con cái màu nâu.